# Aeroporto di Taranto-Grottaglie
Luchthaven Florence-Peretola (Italiaans: Aeroporto di Taranto-Grottaglie "Marcello Arlotta") (IATA: TAR, ICAO: LIBG) is een luchthaven nabij de Italiaanse steden Taranto en Grottaglie.

## Spaceport
In July 2018 werd aangekondigd dat de luchthaven ook zou opereren als commerciële ruimtehaven.
In december 2024 tekende Virgin Galactic een overeenkomst met de Italiaanse luchtvaartregulator Ente Nazionale per l’Aviazione Civile (ENAC) om een haalbaarheidsstudie te maken voor het gebruik van de luchthaven Taranto-Grottaglie voor Virgin Galactics Delta-class ruimtevliegtuig. De Italiaanse overheid en de overheid van Puglia hebben anno 2024 een budget van 70 miljoen euro uitgetrokken voor extra infrastructuur om de luchthaven uit te bouwen tot ruimtehaven. 